# 2755 Avicenna
2755 Avicenna је астероид главног астероидног појаса чија средња удаљеност од Сунца износи 2,847 астрономских јединица (АЈ).
Апсолутна магнитуда астероида је 12,4.